# Laemolyta fernandezi
Laemolyta fernandezi är en fiskart som beskrevs av Myers, 1950. Laemolyta fernandezi ingår i släktet Laemolyta och familjen Anostomidae. Inga underarter finns listade i Catalogue of Life.